# Ludwig Schneider (Beamter)
Ludwig Schneider (* 19. Oktober 1750 in Kranichstein bei Darmstadt; † 9. Juni 1826 in Teplitz) war ein königlich-sächsischer Verwaltungsbeamter.

## Leben

### Familie
Ludwig Schneider war der Sohn eines Oberförsters; er hatte mehrere Geschwister und musste für seinen Bruder Ulrich Schneider (* 22. Juni 1747 in Altstetten bei Zürich; † 20. Mai 1815), wegen dessen evangelisch-reformierter Religionszugehörigkeit, pro forma das Rittergut Schönefeld (siehe Schloss Schönefeld) bei Leipzig erwerben.
Sein Neffe war der Geheime Staatsrat August Konrad Hofmann.
Er war seit 1795 mit der Tochter des Merseburger Amts- und Stadtphysikus Regius verheiratet; gemeinsam hatten sie einen Sohn und eine Tochter.
Ludwig Schneider stand mit dem Verleger Friedrich Nicolai im Briefverkehr.

### Werdegang
Ludwig Schneider immatrikulierte sich 1769 an der Universität Gießen und wurde, nach Beendigung des Studiums, Privatsekretär des späteren Kammerdirektors August Ferdinand von Zech; dort lernte er Karl Wilhelm Jerusalem, der später das Vorbild für das tragische Ende von Goethes Werther wurde, kennen und befreundete sich mit diesem.
1776 ging er mit August Ferdinand von Zech nach Merseburg und wurde im selben Jahr als Sekretär des Kaplans beim Kammerkollegium des Stifts Merseburg angestellt; weil er jedoch kein Gehalt erhielt, behielt er seine Stelle als Privatsekretär, bis er 1784 als Rentsekretär eine besoldete Stelle erhielt. In dieser Zeit entwickelte sich auch eine Freundschaft zum Staatswissenschaftler Ludwig Heinrich von Jakob.
Er wurde 1800 stiftmerseburgischer Rentmeister und im darauffolgenden Jahr, durch besondere Empfehlung seines Freundes, des Geheimen Finanzrates Georg Hartmann von Witzleben, in Dresden Vize-Landrentmeister und Kommissar bei der Spiegelmanufaktur (siehe Spiegelschleife (Dresden)); hierdurch wurde er Direktor der Abteilung, die hauptsächlich die Domänen-Einkünfte verwaltete.
1815 erhielt er den Titel des Landrentmeisters und wurde 1818 zum Kammerrat ernannt.
Er verstarb am ersten Tag einer Kurmaßnahme.
Seinen Nekrolog verfasste Ferdinand Levon von Lindemann (1765–1842).

## Ehrungen und Auszeichnungen
In Schönefeld wurde 1873 die Ludwigstrasse nach Ludwig Schneider benannt.

## Schriften (Auswahl)
- Ueber die Mittel zur Einführung der Stallfütterung und über die Wirkungen des häufigen Kartoffelbaues. Leipzig, 1786 (Digitalisat).